# 1-й Украинский рокабильный фронт
«1-й Украинский рокабильный фронт» — музыкальный CD-альбом, выпущенный в Киеве в 1998 году студией звукозаписи «Династия» по заказу аудиокомпании «Rostok Records»; представляет собой сборник избранных песен, в который «вошли 16 композиций 9 лучших рокабильных групп Украины». Заключительный трек альбома, песню группы «Mad Heads» «Turn Around», участники альбома исполняют вместе, «всем фронтом».
Альбом стал своеобразной вехой в истории рокабильного движения на Украине, громким заявлением о своём существовании, — и, в то же время, заметным арт-памятником украинской «бриолиновой субкультуры» на рубеже XX—XXI веков.
Некоммерческий проект. Коллекционный раритет.

## История
В первой половине 1990-х в нескольких регионах Украины (Киев, Харьков, Симферополь, Ровно) независимо друг от друга возникли музыкальные любительские группы, культивирующие звук 1950-х — рокабилли (или его разновидность — сайкобилли). Концертируя, группы наращивали известность, репертуар, мастерство. Налаживались связи.
Во второй половине 1990-х в Киеве была создана «Ассоциация рокабилли», объявившая своей задачей продвижение рокабильных команд — организацию или поддержку концертов, звукозаписей, заграничных поездок. Усилиями участников Ассоциации случайные до этого концерты вылились в регулярные киевские фестивали «Большой рокабильный психоз» и «Рокабіллi вибух».
В 1998 году продюсер Ассоциации, Иванна Довженко, предложила участникам очередного предстоящего фестиваля записать совместный CD-альбом, который стал бы визитной карточкой «рокабильно настроенной части Украины». При этом, большинство музыкантов, которым было сделано предложение, не имели опыта студийной записи, — для всех, кроме «Mad Heads», это был дебют; а большинство слушателей того времени не имели аппаратуры для воспроизведения CD-альбомов и пользовались, в основном, магнитофонами с аудиокассетами.
Несмотря на эти риски, осенью 1998 запись альбома была завершена и в начале ноября в киевском ресторане «Лайконик» состоялась его презентация. Нельзя сказать, что сборник был замечен критикой или побил рекорды еженедельных продаж, но всё-таки он получил несколько благоприятных отывов в прессе, вошёл в крупнейшие музыкальные каталоги, а спустя какое-то время даже был переиздан в России компанией «CD-Real» — без указания даты выпуска и без одного трека (отрезана последняя, шестнадцатая, композиция, в которой группы исполняют песню «Mad Heads», «Turn Around», вместе).

## Об альбоме
Представлю его героев. Наиболее известной группой является «Mad Heads», которые играют неорокабилли с элементами сайкобилли. «Freno De Pedales» из Симферополя — лучшая в стране сайкобильная команда. «Brem Stoker» — группа из Ровно, имеющая самый тяжелый саунд. «Shakin Guts» из Харькова — пионеры украинского рокабилли, которые играют традиционно и качественно. «Non Stop» из Киева — использует редкий для этого стиля инструмент — фортепьяно. «Rockland Ladies» из Киева — единственная женская рокабильная команда на Украине, участницы которой, между прочим, играют не хуже парней. Стиль «Tomato Juice» из Крыма — своеобразная смесь кантри-музыки и сайкобилли. «От Винта» из Ровно — наиболее украинская команда, которая аранжирует народные песни в стилистике рокабилли.— А. Евтушенко «Украинский рокабильный фронт. 1998» (Ежедневная газета «День» *Кинв, 21.01.1999)
Можно добавить, что на тот момент это были почти все более-менее известные в украинском рок-сообществе группы, игравшие в стиле рокабилли. Однако принцип, по которому отбирались их песни, как и количество песен, которые они исполнили, в открытых источниках не обсуждался. Группа «Mad Heads», к примеру исполняет четыре своих песни, группы «Ot Vinta», «Shakin' Guts», «Брем Стокер», «Tomato Juice», «Freno De Pedales» — по две, а группы «Non Stop» и «Rockland Ladies» — всего по одной. Альбом, таким образом, представляет собой готовый к употреблению коктейль, ингредиенты которого подбирались по секретному рецепту.
Не многие слушатели знают, также, что группы «Freno de pedales» и «Tomato Juice» — это один и тот же коллектив, использующий в качестве соло разные инструменты: в первом составе — электрогитару, а во втором — банджо. Можно сказать, что группа «Freno de pedales» представлена в альбоме четырьмя композициями.
Использованная при создании альбома концепция «коллективной жанровой презентации», когда лидеры стиля представляют каждый несколько своих произведений, может быть и не нова в мире звукозаписи, но не так уж часто встречается. Гораздо привычнее такой формат в литературе, где он называется альманах. Другими словами, CD-альбом «1-й Украинский рокабильный фронт» — это музыкальный альманах, сохранивший для истории портрет украинского рокабильного движения в конце XX века.
Очень вероятно, что именно этот альбом стал образцом при создании уже «двойного» CD-альбома — «Aloha From East Europe», изданного в 2004 году в России компанией «BRP Records», на который перекочевали сразу шесть треков из альбома «1-й Украинский рокабильный фронт».

## Трек-лист
1. «Пике Над Карпатами» («Ot Vinta», Харьков, длит. 3:41 мин.)
2. «I Don’t Need More» («Shakin' Guts», Харьков, — 3:03)
3. «Golden Rain» («Брем Стокер», Ровно, — 3:03)
4. «Fisher’s Song» («Tomato Juice», Симферополь, — 3:22)
5. «Tram In Lunacy» («Mad Heads», Киев, — 4:23)
6. «Night Cadillac» («Non Stop», Киев, — 2:16)
7. «Zombie Jive» («Freno De Pedales», Симферополь, — 3:19)
8. «Gold Ice Lady» («Shakin' Guts», Харьков, — 2:29)
9. «Motopsyho» («Freno De Pedales», Симферополь, — 2:25)
10. «C’mon Everybody» («Rockland Ladies», Киев, — 3:23)
11. «Undertaker’s Party» («Mad Heads», Киев, 3:54)
12. «Ти Казала У Неділю Будем Слухать Рокабілі» («Ot Vinta», Харьков, — 4:20)
13. «Black Parabellum» («Tomato Juice», Симферополь, — 2:39)
14. «Come And Be Mine» («Mad Heads», Киев, — 2:45)
15. «Let» («Брем Стокер», Ровно, — 2:16)
16. «Turn Around» (jam «Mad Heads» & Front, — 3:36)